# مجرة حلزونية بتصميم عظيم

المجرة مسييه 81.

مجرة حلزونية بتصميم عظيم هي نوع من المجرات الحزونية تكون فية الأذرع الحلزونية بارزة وواضحة المعالم، حيث تمتد بوضوح في جميع أنحاء المجرة وتتميز هذه الفئة من المجرات بعناقيد نجوم زرقاء لامعة وممرات غبار ملتوية معقدة.
اعتبارا من عام 2002، يصنف ما يقرب من 10 في المئة من جميع المجرات الحلزونية المعروفة حاليا كنوع مجرة حلزونية بتصميم عظيم, بما في ذلك مسييه 81، مجرة الدوامة، مسييه 74، مسييه 100، مسييه 101

## أصل البنية
نظرية موجة الكثافة هو التفسير المفضل للبنية المحددة جيدا للأذرع الحلزونية الواضحة المعالم.و هي النظرية التي اقترحها جيم لين وفرانك شو في منتصف عام 1960 لشرح سبب عدم تغير شكل الأذرع الحلزونية أثناء دوران المجرات الحلزونية حول نفسها،,
ووفقا لهذه النظرية، يتم إنشاء الأذرع الحلزونية داخل موجات الكثافة التي تدور حول المجرة بسرعات مختلفة بسبب النجوم في قرص المجرة. وتتجمع النجوم في هذه المناطق بكثافة بسبب الجاذبية نحو المادة الكثيفة، على الرغم من ان موقعها في ذراع الدوامة قد لا يكون دائما. وعندما تكون النجوم على مقربة من ذراع الدوامة يتم سحبها نحو المادة الكثيفة بفعل قوة الجاذبية. وأثناء ترحال النجوم خلال الذراع الحلزوني يتباطأ خروجها بفعل قوة الجاذبية نفسها .هذا يسبب تجمع المادة في المناطق الكثيفة في مركز هذه المجرات كثقب أسود فائق الضخامة.